# Monochamus rondoni
Monochamus rondoni är en skalbaggsart som beskrevs av Stefan von Breuning 1965. Monochamus rondoni ingår i släktet Monochamus och familjen långhorningar.
Artens utbredningsområde är Laos. Inga underarter finns listade i Catalogue of Life.